# اورتون، بدفوردشر
اورتون (به انگلیسی: Everton) یک روستا و محله مدنی در بریتانیا است که در Central Bedfordshire واقع شده‌است. اورتون ۵۲۳ نفر جمعیت دارد.